# Bessere Verhältnisse
Bessere Verhältnisse (englisch Rabbit Is Rich) ist ein 1981 erschienener Roman von John Updike. 
Es ist der dritte Roman der fünfteiligen Rabbit-Serie, in deren Mittelpunkt das Leben von Harry „Rabbit“ Angstrom, einem ehemaligen High School Basketball-Star, steht. Die Reihe beginnt mit Hasenherz und Unter dem Astronautenmond und endet mit Rabbit in Ruhe und mit Rabbit, eine Rückkehr. Rabbit Is Rich erhielt 1982 den Pulitzer-Preis für Belletristik und den National Book Award für Belletristik. Die deutsche Übersetzung von Barbara Henninges erschien 1983. 

## Handlung
Juni 1979: Harry „Rabbit“ Angstrom hat nunmehr im Alter von 46 Jahren endlich eine gewisse bürgerliche Zufriedenheit und finanzielle Unabhängigkeit erreicht. Er hat sehr an Gewicht zugenommen und hat immer noch nicht seine Geburtsstadt, das fiktive Brewer in Pennsylvania verlassen. Harry, der am Ende des zweiten Teils noch vor einem beruflichen und finanziellen Abgrund stand, hat mittlerweile seinen Schwiegervater beerbt und dessen Toyota-Vertretung übernommen. Das Geschäft geht glänzend, weil in diesen Zeiten der Ölkrise die Amerikaner endlich davon abkommen, riesige benzinschlürfende Blechschlitten zu kaufen, und stattdessen zu den sparsamen japanischen Autos umschwenken.
Harry ist zwar reich, aber einige alte Probleme sind geblieben. Seine Frau trinkt zu viel, seine sexuellen Phantasien machen ihm ständig zu schaffen und sein 22-jähriger Sohn Nelson, der überraschend mit einer Freundin zu Besuch nach Hause kommt, scheint sein Studium an der Kent State University nicht abschließen zu wollen. Nelson bemüht sich darum, im Geschäft seines Vaters eine verantwortungsvolle Stellung zu bekommen. Harry ist aber prinzipiell dagegen, weil er bei seinem Sohn weder die notwendigen Umgangsformen mit Kunden erkennen kann noch das nötige geschäftliche Feingefühl dafür, welche Autos gefragt sind. Besonders problematisch wird die Sache, als Nelsons schwangere Freundin Pru auftaucht und auch noch in das ohnehin beengte Haus der Familie einzieht. Schon bald wird die Heirat der beiden geplant und die Trauung innerhalb kurzer Zeit vollzogen.
Den ganzen Roman durchzieht eine weitere Problematik. Seine Geliebte Ruth, die er vor 20 Jahren im schwangeren Zustand verlassen hat, ist ihm aus den Augen geraten, hat sich aber in der Nähe mit einem älteren Mann verheiratet und mittlerweile drei Kinder. Eines von diesen Kindern könnte von ihm, Harry, sein und er meint immer, es müsste eine Tochter sein, weil er mit seinem Sohn so unzufrieden ist. Diese Frage wird bis zum Schluss nicht eindeutig geklärt. Sie wird im fünften und letzten Band der Rabbit-Reihe Rabbit Remembered, der nach Harrys Tod spielt, erneut aufgegriffen.
Harry und Janice sind mittlerweile Mitglied eines neu gegründeten Country-Clubs geworden, in dem sich die Neureichen der Stadt zusammenfinden. Er spielt dort Golf und verliebt sich in die Frau eines anderen Clubmitglieds. Da er zu Geld gekommen ist, beschließt Harry endlich, sich ein eigenes Haus zu kaufen, das seiner neuen gehobenen gesellschaftlichen Stellung entspricht.
Gegen Ende des Romans – im Januar 1980 – verbringen drei befreundete Ehepaare ein Wochenende auf den Antillen, wo es in einer Nacht zu einem verabredeten Partnertausch kommt. Am nächsten Tag erreicht Harry und seine Frau die Nachricht von der Geburt der Enkelin und der Flucht des Sohnes kurz vor der Geburt seiner Tochter zurück zur Universität und in die Arme einer Freundin, die gleichzeitig die Freundin seiner frisch angetrauten Gattin ist. Überstürzt kehren Harry und Janice nach Hause zurück.